# Нитрирање
Нитрирање спада у процесе термохемијске обраде челика. У овом поступку, атоми азота (N) дифундују у површински слој челика, притом формирајући нитриде са гвожђем и легирајућим елементима ({\displaystyle FeN,AlN,CrN,MoN,Cr_{2}N,Fe_{4}N}). На овај начин се постиже повећање површинске тврдоће челика, већа отпорност на хабање, а у неким случајевима и већа антикорозивна постојаност. Поред ових очигледних погодности, нитрирани слој челика користи као основа за наношење више врста танких филмова на челик. Дифузија азота се одвија на повишеним температурама у распону од 450 до 600 °C. Осим у јако ретким случајевима, нитрирање је последњи термички поступак обраде челика и температура на којој се одвија процес је најчешће 30 до 50 °C нижа од температуре претходног термичког процеса. У великом броју случајева након нитрирања није потребно вршити никакву механичку обраду делова, мада то зависи од врсте челика, дебљине дифузионог слоја али и геометрије нитрираног комада.
Типови нитрирања се најчешће деле према медијуму у коме се формирају атоми азота (N):

### Нитрирање у течној средини (TeNiFer)
У овом поступку се челични делови потапају у раствор цијанидних соли калијума и натријума и натријум карбоната ({\displaystyle Na_{2}CO_{3}}). Осим дифузије азота, у овом процесу долази и до дифузије угљеника, што омогућава формирање површинског карбонитридног слоја дебљине 3~15μm. Овај слој постиже јако велику тврдоћу и отпорност на хабање. Испод њега се формира стандардни слој нитрида дебљине до 200μm. Цео процес се одвија на температури од 560 до 590 °C и траје између једог и три сата. Иако овај процес даје изванредне резултате, све је мање у употреби због изузетне токсичности цијанидних соли и превелике цене њиховог уклањања након употребе.

### Нитрирање у гасној средини
Код овог поступка, извор атома азота је амонијак ({\displaystyle NH_{3}}) на повишеној температури. Радни делови се стављају у комору на температури између 500 и 600 °C, у коју се током целог процеса додаје амонијак. Брзина дифузије азота зависи од температуре на којој се налази челични део, као и од састава челика од ког је направљен. Коначна дебљина дифузионог слоја зависи од ових параметара, као и од времена трајања нитрирања, и може достићи и преко 600μm. Међутим површинска тврдоћа опада са повећањем температуре на којој се изводи процес. Цео процес може трајати и дуже од 70 сати. Након овакве обраде, делови су чисти, а процес је јако подобан за обраду комада компликоване геометрије.

### Нитрирање у пласми (јонско)
Ово је један од најсавременијих принципа нитрирања челика. На јако ниском притиску у смеши азота или амонијака и неког инертног гаса, под утицајем електричног поља, долази до формирања атома азота, који слободно дифундују у челик. За генерисање електричног поља (пласме) могу се користити једносмерни, униполарни импулсни и биполарни импулсни генератори. Цео процес се одвија на температурама од 450 до 550 °C, мада има података да је дифузија могућа и на температурама већ од 350 °C. Дубина и тврдоћа нитрираног слоја такође зависе од температуре и типа челика, али је брзина дифузије већа него код гасног нитрирања. Код челика са високим садржајем угљеника могуће је добити карбонитридни слој као код TeNiFer поступка. Предност оваквог процеса је пре свега еколошка подобност и могућност нитрирања специфичних типова челика (брзорезни челици, нерђајући челици), као и нижа температура. Мана процеса је висока цена. Постоји могућност додавања и других гасова у смешу и тада добијамо процесе јонског карбонитрирања, оксинитрирања...

### Мерење нитрираног слоја
С обзиром да су дебљине нитрираног слоја на челику мање од 1mm, мерење тврдоће се врши методом Викерса са оптерећењима мањим од 10Kg. У зависности од челика и примењеног поступка нитрирања, тврдоће се крећу од 200 до 1300HV10. Мерење дебљине дифузионог слоја врши се на узорцима нитрираног челика који се пресецају нормално на нитрирану површину. Најчешће се примењују две методе мерења.

#### Мерење нагризањем
Узорци се нагризају ниталом (раствором азотне киселине {\displaystyle HNO_{3}} и алкохола). Након тога се на микроскопу јасно могу видети разлике у боји нитрираног слоја и основног челика и измерити димензија слоја.

#### Мерење тока тврдоће
На узорцима се мери микротврдоћа на различитим удаљеностима од површине челика. Након тога се прави дијаграм и са дијаграма одређује дебљина нитрираног слоја. За границу се узима место на коме је микротврдоћа за 50HV или за 10% већа од основне микротврдоће узорка. Ова метода има предност јер даје увид у дубински ток тврдоће који може бити значајан код неких алата.